# Гидроотвал
Гидроотвал — гидротехническое сооружение, предназначенное для складирования средствами гидромеханизации пустых пород, отходов горно-обогатительного и металлургического производства (вскрыши, хвостов обогатительных фабрик и др.) .

## Устройство гидроотвалов
Данное гидротехническое сооружение состоит из:
- ограждающих дамб, создающих приёмную ёмкость, включая и пруд-отстойник;
- устройств для отвода осветлённой воды;
- сооружений для пропуска паводковых и ливневых вод.

Для сооружения гидроотвалов используют выработанное пространство карьера, перегороженные дамбами овраги, другие замкнутые котлованы. На равнинах гидроотвалы создаются с дамбами обвалования с четырёх сторон, на косогорах - с возведением дамб с трёх сторон. 

## Виды гидроотвалов
В зависимости от высоты гидроотвалы подразделяются на:
- низкие (до 10 м);
- средние (10—30 м);
- высокие (свыше 30 м).

По объёму принимаемых в течение года грунтов (отходов или вскрыши) гидроотвалы бывают:
- до 1 млн. м3;
- от 1 до 2 млн. м3;
- от 2 до 5 млн. м3;
- свыше 5 млн. м3.

Доставка грунтов в приёмную ёмкость гидроотвала производится эстакадным, низкоопорным и безэстакадным способами.
При эстакадном способе гидросмесь выпускается на намываемую поверхность из выпусков распределительного трубопровода, уложенного на эстакадах. При низкоопорном способе распределительный трубопровод укладывается на низких инвентарных опорах высотой до 1,5 м. При безэстакадном намыве распределительный трубопровод укладывается непосредственно на намываемый грунт и гидросмесь выпускается из торца трубы.